# Беца Мар'яна Олександрівна
Мар'яна Олександрівна Беца (нар. 1 січня 1978, Київ) — українська правознавиця та дипломатка, Надзвичайний і Повноважний Посол України в Естонії (2018 — 2023). Заступник Міністра закордонних справ України (з 29 жовтня 2024 року). Голова Національної комісії України у справах ЮНЕСКО з 21 грудня 2024 року.

## Життєпис
Народилася 1 січня 1978 року у Києві. У 1999 році з відзнакою закінчила Інститут міжнародних відносин Київського національного університету імені Тараса Шевченка, магістерка міжнародного права, перекладачка англійської мови. Проходила стажування у Лондонській дипломатичній академії, в Інституті міжнародних відносин «Клінгендаль» (м. Гаага, Нідерланди) та в МЗС Республіки Індонезія. Фахівчиня з питань міжнародного права, прав людини та ОБСЄ.
З 2001 року на дипломатичній службі в МЗС України. У 2001—2005 та 2009—2012 рр. працювала на дипломатичних посадах в Договірно-правовому департаменті МЗС України.
У 2005—2009 рр. — співробітниця Посольства України в Нідерландах і член української юридичної команди у справі про делімітацію континентального шельфу і виняткових економічних зон України та Румунії в Чорному морі, яка розглядалося в Міжнародному Суді ООН.
У 2012—2015 рр. — співробітниця Постійного представництва України при міжнародних організаціях у Відні (питання ОБСЄ).
З 15 липня 2015 року — начальниця Управління інформації, Речниця Міністерства закордонних справ України.
У 2016 році була членом делегації України для участі у Щорічній нараді Організації з безпеки та співробітництва в Європі з огляду виконання зобов'язань держав-учасниць у людському вимірі.
З 13 вересня 2018 до 17 березня 2023 року — Надзвичайний та Повноважний посол України в Естонії. Замість неї послом став Максим Кононенко.
29 жовтня 2024 року стала заступником Міністра МЗС України Андрія Сибіги.
З 21 грудня 2024 року — голова Національної комісії України у справах ЮНЕСКО.

## Дипломатичний ранг
- Надзвичайний і Повноважний Посол (23 грудня 2022)[12].
- Надзвичайний і Повноважний Посланник другого класу (22 грудня 2017)[13]